# アゼルバイジャンの査証政策

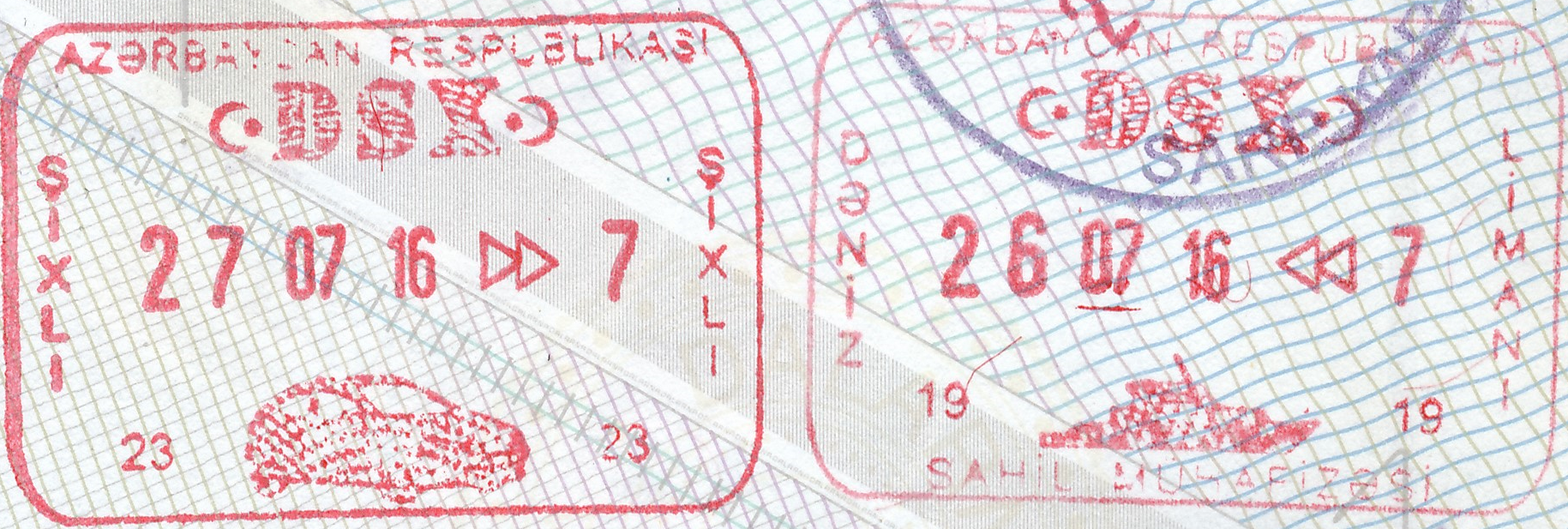
アゼルバイジャンの出入国印

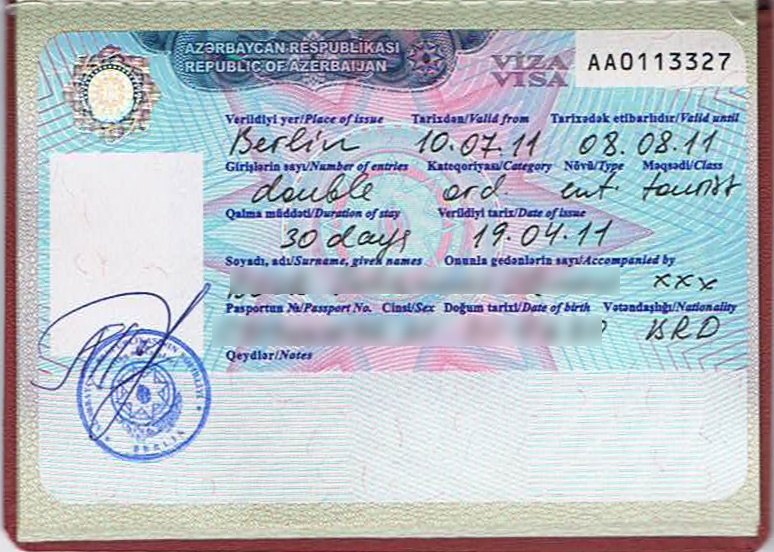
アゼルバイジャンの査証

アゼルバイジャンの査証政策（アゼルバイジャンのさしょうせいさく）では、アゼルバイジャン共和国政府がアゼルバイジャンに渡航しようとしている外国人に対して行っている査証（ビザ）政策について記述する。

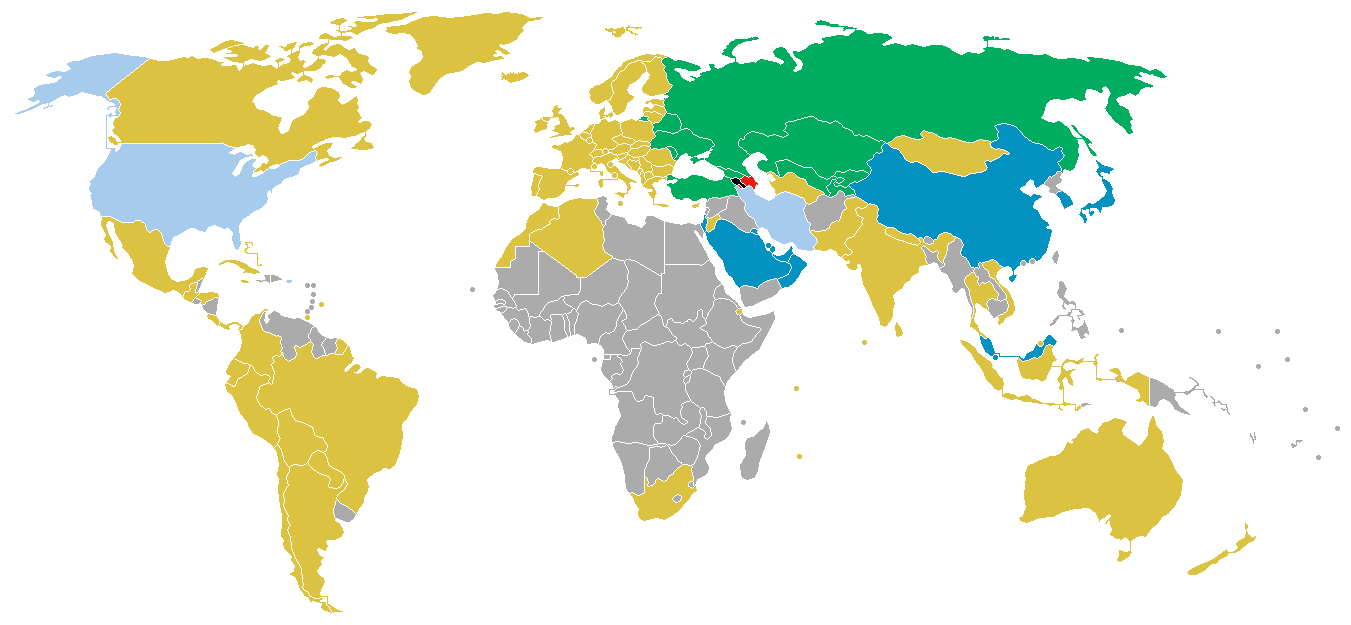
一般旅券所持者
アゼルバイジャン共和国
査証免除
空港にてアライバルビザ発給可能、電子査証も申請可能
特別な状況下においてアライバルビザ発給可能、電子査証も申請可能
電子査証申請可能
到着前に査証が必要
入国禁止

## 査証免除
下記の9ヶ国の国民は無査証にて最大90日間アゼルバイジャンへの入国が可能である。
| - ベラルーシ - ジョージア - カザフスタン - キルギス - モルドバ | - ロシア - タジキスタン - ウクライナ - ウズベキスタン |  |

## アライバルビザ
下記の国の国民はアゼルバイジャン国内の各国際空港にて最大30日間有効なアライバルビザを入手することが可能である。
| - バーレーン - 中国（香港・マカオ含む） - インドネシア - イラン - イスラエル - 日本 - クウェート - マレーシア | - オマーン - カタール - サウジアラビア - シンガポール - 韓国 - トルコ（60日間） - アラブ首長国連邦 |  |

条件付きアライバルビザ
アメリカ合衆国国民はニューヨークからアゼルバイジャン航空の直行便を利用する場合に限り30日間有効のアライバルビザを取得できる。

## 電子ビザ
2017年1月からアゼルバイジャン政府は特定の国籍の国民向けに電子査証制度を開始した。「ASAN Visa」とも呼ばれ、最大30日間滞在可能である。電子査証を印刷した上で出入国地点にて旅券と共に提示しなければならない。電子査証は3労働日以内に発行される。2018年5月現在、以下の95ヶ国が対象となっている。
| - 欧州連合 - アルバニア - アルジェリア - アンドラ - アルゼンチン - オーストラリア - バハマ - バーレーン - バルバドス - ボリビア - ボスニア・ヘルツェゴビナ - ブラジル - ブルネイ - カナダ - チリ - 中国（香港・マカオ含む） | - コロンビア - コスタリカ - キューバ - ジブチ - エクアドル - グアテマラ - ホンジュラス - アイスランド - インド - インドネシア - イラン - イスラエル - ジャマイカ - 日本 - ヨルダン | - クウェート - リヒテンシュタイン - マレーシア - モルディブ - モーリシャス - メキシコ - モナコ - モンゴル - モンテネグロ - モロッコ - ネパール - ニュージーランド - 北マケドニア共和国 - ノルウェー - オマーン | - パキスタン - パナマ - パラグアイ - ペルー - カタール - サンマリノ - サウジアラビア - セルビア - セーシェル - シンガポール - 南アフリカ - 韓国 - スリランカ - スイス - タイ | - トリニダード・トバゴ - トルコ - トルクメニスタン - アラブ首長国連邦 - アメリカ - バチカン市国 - ベトナム |

2018年5月15日からはバーレーン、中華人民共和国、インドネシア、イラン、イスラエル、日本、クウェート、マレーシア、オマーン、カタール、サウジアラビア、シンガポール、大韓民国、トルコ、アラブ首長国連邦の国民がヘイダル・アリエフ国際空港に到着時に電子査証を取得可能になった。

## 禁止事項
アルメニアとは戦争状態にあるため、アルメニア国民および他国籍のアルメニア系住民はアゼルバイジャンへの入国が禁止されている。但し例外も存在し、アゼルバイジャンで開催された2015年ヨーロッパ競技大会にはアルメニアの参加が許可された。
アゼルバイジャン政府はナゴルノ・カラバフ （事実上のアルツァフ共和国）、アルメニア人占領下ナゴルノ・カラバフ周辺地域およびアゼルバイジャンの飛地（カルキ、ユハリ・アスキバラ、バルフダリ、ソフル）への外国人の立ち入りを厳しく禁止している。外国人がこれらの立ち入り禁止区域に立ち入った場合はアゼルバイジャン入国が永久に禁止されるとともに国外退去処分リストに載せられる。